# 朱芹 (正統舉人)
朱芹（1425年—1452年9月5日），字克誠，南直隸蘇州府崑山縣人，明朝政治人物。

## 生平
朱芹自小聰明，十六歲跟隨鄭文康和瞿泰安學習，月考經義的文章能錘煉文辭，又喜歡喝酒，醉後議論思如泉湧；正統十二年（1447年）成舉人，十三年（1448年）會試中副榜，授永康教諭，當時崑山教諭、嘉興人朱冕以嚴毅方正為學者典範，而他任官五年內以身作則教導士子，雖然是金華最年少的教官，然而名聲卻和朱冕一樣，上級爭相推薦他，可是他卻在景泰三年（1452年）病逝，年二十八歲。

## 家族
祖父朱彥達，父親朱惟賢，母親鄒氏，妻子許氏，兒子朱韶，女兒兩名。

## 引用
1. 1 2  民國《崑新兩縣續補合志·卷十二·儒林》：朱芹，字克誠，少從鄭文康學詩記誦，雖鈍而筆力過人，書仿宋克得其筆意，又從主事瞿伯暘學禮，領正統丁卯鄉舉，明年中乙榜進士，授永康教諭，卒於官，年止二十八，子一韶。 潘氏朱志補
2. ↑  鄭文康《平橋藁·卷十五》：〈朱教諭墓誌銘〉：景泰三年八月廿二日，永康縣學教諭崑山朱克誠卒於官，其父惟賢扶柩還，以十月三日葬乃祖彥達之旁，克誠姓朱，諱芹，克誠字也，自幼不凡，篤學儒業，年十六從予說詩記誦，雖拙而筆力甚高，月羣試館下經義，鎔意鑄語鮮克過之，喜飲酒，酒後頰赬議論泉湧，行輩莫能挫，書法宋克得其筆意，繼又從刑部主事瞿伯暘說禮，竟以禮選應天丁卯鄉試，明年中乙榜進士，授金華永康學諭，先是嘉興朱鹵菴掌教崑山，嚴毅方正為學者型範，古心古行名動兩京，克誠在官五載律己導人一以為則，婺郡縣職教者獨克誠最少，而獨有名如鹵菴之在崑山，藩臬大臣争欲推轂，而克誠不起矣，年止二十有八，嗚呼悲夫克誠父惟賢、母鄒氏自祖而上已見余敘彥達墓石，妻許氏，黃巖教諭溫如孫，男一曰韶，女二，銘曰：「進鋭退速理之經也，與其夙知寧暮成也，不夙不鋭亦或傾也，嗚呼克誠歿有名也」